# Synagoga Hekhal Haness w Genewie
Synagoga Hekhal Haness w Genewie (hebr. בית הכנסת היכל הנס) – największa synagoga znajdująca się w Genewie w Szwajcarii.
Synagoga została zbudowana w 1972 roku dzięki funduszom żydowskiego biznesmena Nessima Gaona. 24 maja 2007 roku, w dzień po obchodach święta Szawuot, synagoga doszczętnie spłonęła podczas pożaru. Policja przypuszcza, że budynek został podpalony i to w kilku miejscach jednocześnie. Wewnątrz ocalały zwoje Tory.
2 czerwca śledztwo wykazało, że pożar synagogi był efektem podpalenia, oświadczył nadzorujący śledztwo Michel Graber. Nadal nie wiadomo, kto i dlaczego podpalił synagogę.